# Șimleu Silvaniei
Șimleu Silvaniei é uma cidade da Romênia com 17053 habitantes, localizada no județ (distrito) de Sălaj.